# Acanthilia intermedia
Acanthilia intermedia är en kräftdjursart som först beskrevs av Edward John Miers 1886.
Acanthilia intermedia ingår i släktet Acanthilia och familjen Leucosiidae. Inga underarter finns listade i Catalogue of Life.